# Kat Graham
Katerina Alexandre Hartford „Kat“ Graham (* 5. září 1989, Ženeva, Švýcarsko) je americká herečka, modelka, tanečnice, hudební producentka a zpěvačka, která se proslavila především svojí roli v seriálu Upíří deníky (The Vampire Diaries), kde si zahrála čarodějku Bonnie Bennettovou. V hudebním průmyslu se příliš neprosadila, ale její hlas je možné slyšet v písni „I got it from My Mama“ od rappera will.i.ama.

## Osobní život

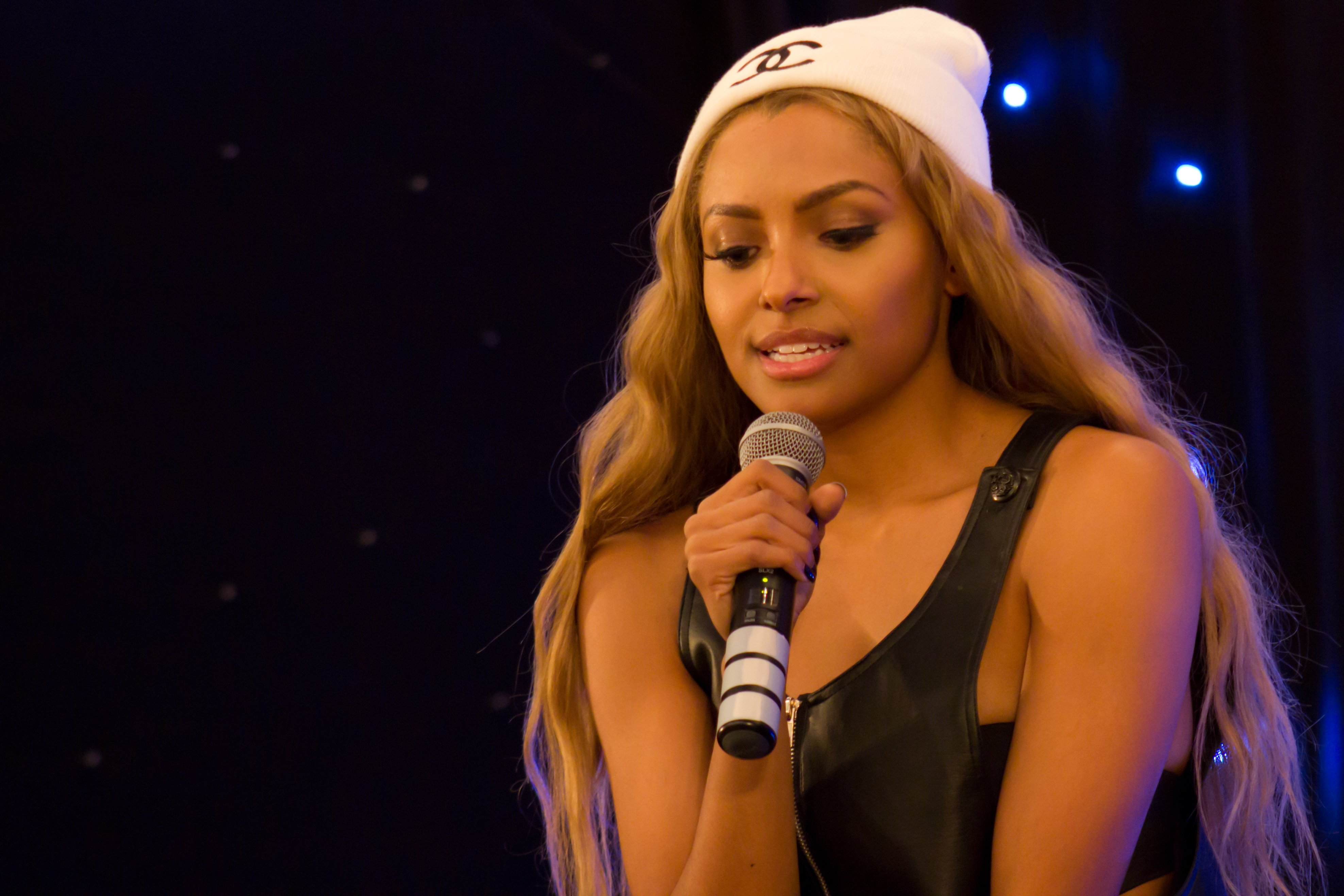
Kat Graham při hudebním vystoupení v roce 2011

Kat Graham se narodila v Ženevě, druhém největším městě Švýcarska, ale vyrůstala v Los Angeles v Kalifornii. Její otec, Joseph Graham, je americko-liberijského původu, a její matka, Natasha, je židovka s rodinou v Rusku a Polsku. Její otec Joseph se angažoval v hudebním šoubyznysu a jeho otec, tedy Katiin dědeček, byl velvyslanec OSN, který pracoval celkem 40 let v Nizozemsku, Švédsku, Rumunsku a Keni. Joseph a Natasha se rozvedli, když bylo Kat pět let a brzy po rozvodu se jí v Tel Avivu narodil nevlastní bratr Jakov. Zatím co její otec pobýval v Izraeli se svým synem, Natasha vychovávala Kat jako židovku a později ji začala posílat do hebrejské školy.
Plynule umí několik jazyků; angličtinu, španělštinu, francouzštinu, hebrejštinu a portugalštinu.
V roce 2008 začala Kat chodit s Cottrellem Guidry a 28. října 2012 se spolu zasnoubili. Avšak 12. prosince 2014 se rozešli a zasnoubení bylo zrušeno. V říjnu 2023 se provdala za Bryanta Wooda.

### Inspirace
Jako svoji hlavní inspiraci v hudbě uvádí Marilyn Monroe, Mariah Carey, Britney Spears, Jennifer Lopez, Shakiru nebo třeba Whitney Houston a Nelly Furtado. Dodala, že mezi její další hudební inspirace patří Led Zeppelin, The Beatles a The Rolling Stones. Kat Graham cituje Michaela Jacksona, Elvise Presleyho a Spice Girls jako nadčasovou a mají hlavní vliv na její práci a estetiku. Svůj zvuk popisuje jako "vintage 90. let s moderním nádechem". Její módní styl je inspirován Marilyn Monroe a za své hudební módní ikony označila Avu Gardner, Brigitte Bardotovou, Sophii Lorenovou a Ritu Morenovou.

## Kariéra

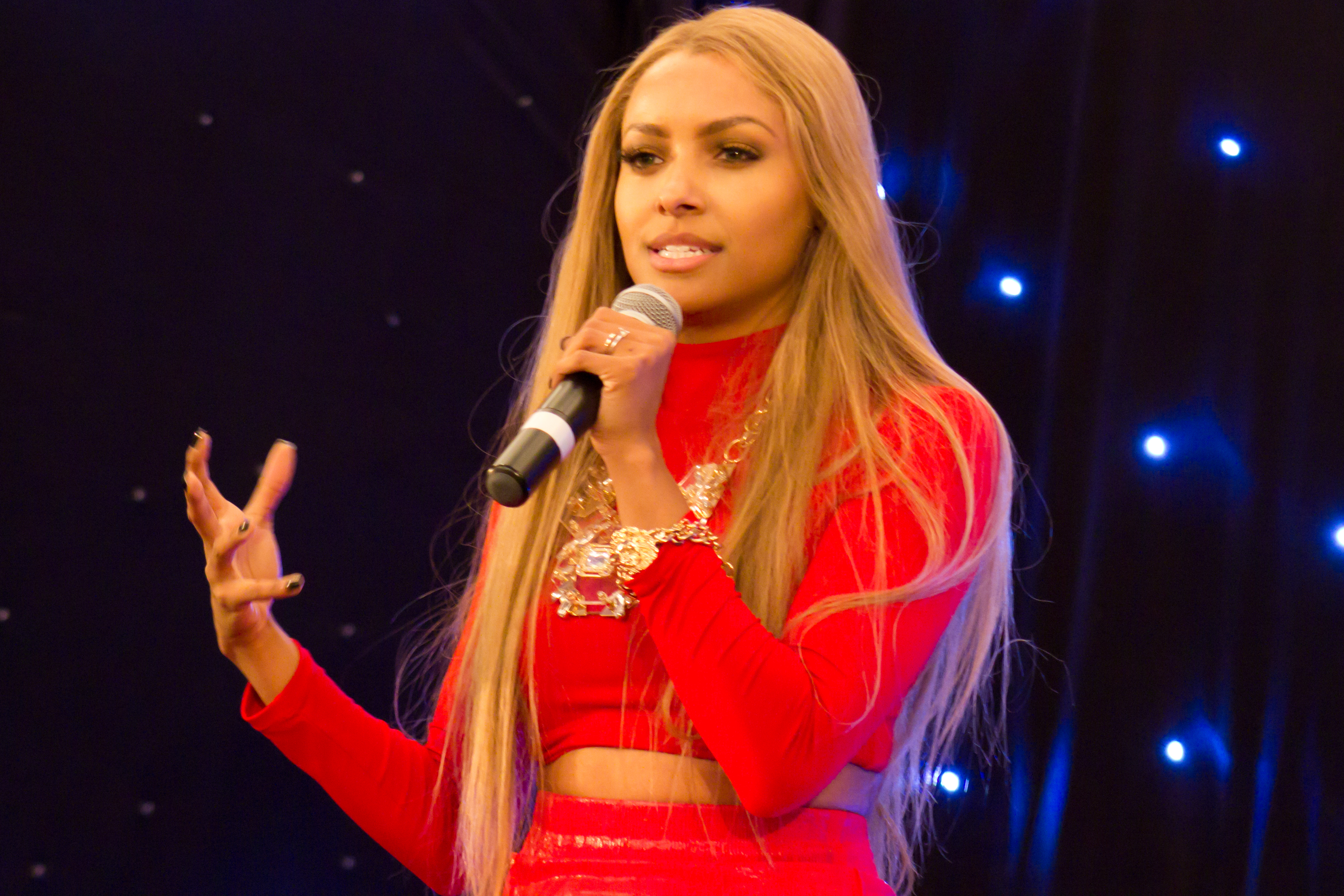
Kat Graham v roce 2013

### Reklamy a tanec
Graham začal svou kariéru ve věku šesti let. Od té doby se následujících osm let objevovala v různých televizních reklamách, od těch pro Barbie až po K-Mart.
Ve věku 15 let Kat padla do oka choreografce Fatimě Robinson a ta ji požádala, aby vystoupila na udělování BET Awards jako tanečnice v pozadí. Tuto nabídku Grahamová přijala a od té doby se jako tanečnice objevila i v několika hudebních klipech od Missy Elliott, Pharrella nebo Jamieho Foxxe. Když jí bylo 17 let, účastnila se národní marketingové kampaně pro Coca-Colu. Další nabídky na účinkování v hudebních klipech se jen hrnuly, proto ji můžeme vidět v klipech na písně jako jsou „Lonely“ (Akon), „Dip It Low“ (Christina Milian), „Somebody to Love“ (Justin Bieber a Usher) a další.

### Filmová kariéra
V roce 1998 se objevila ve filmu Past na rodiče, ale pouze v krátké scéně. Přesto to byla její první filmová role vůbec. Výraznější roli získala až v televizním seriálu pro Disney Channel Lizzie McGuire z roku 2002. Mezitím hrála několik nevýrazných rolí i v jiných pořadech nebo seriálech, třeba v Kriminálka Las Vegas. V roce 2008 se také objevila ve třech epizodách sitcomu Hannah Montana, opět pro Disney Channel. Za svoji filmovou kariéru se věnovala spíše seriálovým rolím, ale hlavní roli si zahrála například ve filmu Addicted (2014). Ještě před touto rolí získala svoji životní v roce 2009, kdy začala hrát Bonnie Bennett v americkém seriálu Upíří deníky, zpracovaném na stejnojmenné knižní předloze.

### Hudba
V roce 2002 napsala svoji první píseň s názvem „Derailed“ (přeloženo jako Hra s nevěrou), která zazněla ve stejnojmenném filmu od Jeana-Claude Van Damme. V roce 2006 se Kat Graham začala hudbě věnovat a stává se populární i jako zpěvačka. V roce 2008 její hlas zazněl i v písni od rappera Will.i.ama s názvem „I Got It from my Mama“. Vystupovala i na turné skupiny Black Eyed Peas
V říjnu 2010 Kat vydala svůj debutový singl "Sassy". Přispěla i k vytváření soundtracku k Upířím deníkům. V únoru 2012 podepsala smlouvu s nahrávací společností A & M Records Octone. Asi její nejznámější písní je „Put Your Graffiti On Me“ z března roku 2012, která si získala mnoho pozitivních reakcí. Objevila se i v samotném klipu na tuto píseň.

## Filmografie

### Film
| Rok  | Název                                               | Role                | Poznámky            |
| ---- | --------------------------------------------------- | ------------------- | ------------------- |
| 1998 | Past na rodiče                                      | Jackie              |                     |
| 2004 | Rodinka na tripu                                    | Tanečnice           |                     |
| 2009 | Znovu 17                                            | Jamie               |                     |
| 2011 | Spolubydlící                                        | Kim Johnson         |                     |
| 2011 | Honey 2                                             | Maria Ramirez       |                     |
| 2011 | Dance Fu                                            | Chaka Lovebell      |                     |
| 2012 | Boogie Town                                         | Ingrid              |                     |
| 2014 | Addicted                                            | Diamond             |                     |
| 2016 | Muse                                                | Muse                | krátkometrážní film |
| 2016 | All Eyez on Me                                      | Jada Pinkett        |                     |
| 2017 | Kde jsou prachy?                                    | Alicia              |                     |
| 2018 | How It Ends                                         | Samantha            |                     |
| 2019 | Adventní kalendář                                   | Abby Sutton         |                     |
| 2019 | Ztracená minulost                                   | Rose                |                     |
| 2020 | Cut Throat Cit                                      | Demyra              |                     |
| 2020 | Císař: Občanská válka                               | Delores             |                     |
| 2020 | Vánoční výsadek                                     | Erica Miller        |                     |
| 2022 | Rise of the Teenage Mutant Ninja Turtles: The Movie | April O'Neil (hlas) |                     |
| 2022 | Vlna veder                                          | Claire Valens       |                     |
| 2022 | Láska ve vile                                       | bude oznámeno       |                     |

### Televize
| Rok        | Název                     | Role                  | Poznámky                                                             |
| ---------- | ------------------------- | --------------------- | -------------------------------------------------------------------- |
| 2002       | Lizzie McGuire            | Posse Member #2       | díl: „You're a Good Man, Lizzie McGuire“                             |
| 2003       | Křižovatky medicíny       | Ashley Collins        | díl: „Degeneration“                                                  |
| 2003       | Malcolm v nesnázích       | Herečka               | díl: „Watching the Baby“                                             |
| 2004       | Joan z Arkádie            | Angela                | díl: „No Bad Guy“                                                    |
| 2004       | Like Family               | Dívka                 | díl: „Romancing the Home“                                            |
| 2004       | S dětmi na krku           | Laura                 | díl: „Psycho Therapy“                                                |
| 2006       | O.C.                      | Kim                   | díl: „Podtón“                                                        |
| 2006       | Kriminálka Las Vegas      | Tisha                 | díl: „Černý výlep“                                                   |
| 2007       | Greek                     | Tanečnice             | díl: „The Rusty Nail“                                                |
| 2007       | Hell on Earth             | Felicia               | Televizní film                                                       |
| 2008       | Naše první Vánoce         | Bernie                | Televizní film                                                       |
| 2008       | Hannah Montana            | Allison               | 4 díly                                                               |
| 2009–2017  | The Vampire Diaries       | Bonnie Bennett        | hlavní role, 171 dílů                                                |
| 2012       | Ridiculousness            | Samu sbe              | díl:„2.12“                                                           |
| 2012       | Oh Sit!                   | Samu sbe              | díl:„1.10“                                                           |
| 2013       | Hell's Kitchen            | Samu sbe              | díl:„Winner Chosen“                                                  |
| 2013       | The Snow with Vinny       | Samu sbe              | díl:„1.7“                                                            |
| 2014       | Whose Line is It Anyway ? | Samu sbe              | díl:„10.1“                                                           |
| 2015       | Stalker                   | Christine Harper      | díl: „Láska a smrt“                                                  |
| 2018–2020  | Vzestup Želv NInja        | April O'Neil (hlas)   |                                                                      |
| 2019       | Drop the Mic              | Samu sebe             | díl: „Kat Graham vs. Shameik Moore / Nikki Glaser vs. Brad Williams“ |
| 2020       | Fashionably Yours         | Lauren                | TV film                                                              |
| 2020–dosud | Trolls: TrollsTopia       | Rhythm & Blues (hlas) |                                                                      |
| 2021       | Nickelodeon's Unfiltered  | Samu sebe             | díl: „Otter Docs & Polka Dots“                                       |

## Diskografie

### Studiová alba
| Název                 | Rok                                                                       |
| --------------------- | ------------------------------------------------------------------------- |
| Roxbury Drive         | - Vydáno: 25. září 2015 - Značka: Sound Zoo Records - Formát: ke stažení  |
| Love Music Funk Magic | - Vydáno: 2. června 2017 - Značka: Sound Zoo Records - Formát: ke stažení |

### EP
| Název                 | Rok                                                                             | Umístění v hitparádách |
| Název                 | Rok                                                                             | US Heat                |
| --------------------- | ------------------------------------------------------------------------------- | ---------------------- |
| EP – The Remixes      | - Vydáno: 26. července 2011 - Značka: nezávislá - Formát: ke stažení            | -                      |
| EP – Against the Wall | - Vydáno: 29. května 2012 - Značka: A&M/Octone Records - Formát: CD, ke stažení | 4                      |

### Singly
| Rok  | Název                      | Umístění v hitparádách | Umístění v hitparádách | Album                 |
| Rok  | Název                      | US                     | US Dance               | Album                 |
| ---- | -------------------------- | ---------------------- | ---------------------- | --------------------- |
| 2010 | „I Want It All“            | —                      | —                      |                       |
| 2010 | „Sassy“                    | —                      | —                      |                       |
| 2010 | „Cold Hearted Snake“       | —                      | —                      |                       |
| 2012 | „Wanna Say“                | —                      | 5                      | Against the Wall      |
| 2012 | „Put Your Graffiti On Me“  | —                      | 25                     | Against the Wall      |
| 2013 | „Power“                    | —                      | —                      |                       |
| 2015 | „1991“                     | —                      | —                      | Roxbury Drive         |
| 2015 | „Secrets“ (feat. Babyface) | —                      | —                      | Roxbury Drive         |
| 2016 | „All Your Love“            | —                      | —                      | Love Music Funk Magic |
| 2017 | „Sometimes“                | —                      | 4                      | Love Music Funk Magic |